# グナエウス・セルウィリウス・カエピオ (紀元前203年の執政官)
グナエウス・セルウィリウス・カエピオ（ラテン語: Gnaeus Servilius Caepio、? - 紀元前174年）は、紀元前3世紀後期から紀元前2世紀前半の共和政ローマの政治家・軍人。紀元前203年に執政官（コンスル）を務めた。

## 出自
カエピオはパトリキ（貴族）系であるセルウィリウス氏族の出身である。セルウィリウス氏族はアルバ・ロンガからローマに移住した六氏族の一つとされている。紀元前495年のプブリウス・セルウィリウス・プリスクス・ストルクトゥス以来、多くの執政官を輩出してきたが、セルウィリウス・カエピオ家としては紀元前253年のグナエウス・セルウィリウス・カエピオが最初の執政官である。このカエピオは紀元前203年の執政官の祖父または父と思われる。この頃には、セルウィリウス氏族と有力プレブス（平民）であるカエキリウス・メテッルス家とアウレリウス・コッタ家との政治的同盟関係が構築されていたと思われる。
紀元前169年の執政官グナエウス・セルウィリウス・カエピオは息子である。

## 経歴
カエピオが最初に記録に登場するのは紀元前213年のことで、この年に死亡したガイウス・パピリウス・マソに代わって神祇官の一員となっている（神祇官は終身職）。紀元前207年に上級按察官（アエディリス・クルリス）、紀元前205年には首都担当法務官（プラエトル・ウルバヌス）に就任した。
紀元前203年、カエピオは執政官に就任した。同僚執政官はガイウス・セルウィリウス・ゲミヌスであった。ゲミヌスはプレブス系のセルウィリウス氏族であるが、カエピオの親族でもあった（おそらく高祖父が同じ）。この時点では既に第二次ポエニ戦争は転換点を迎えていた。ハンニバルはスキピオ・アフリカヌスからカルタゴ本土を守るためにイタリアを離れた。このためカエピオはその担当地域であるブルティウム（現在のカラブリア州）でハンニバルの同盟軍を撃破することができた。ウァレリウス・アンティアス（en）によると、ハンニバルはイタリアを離れる前にカエピオと戦闘を行い、カルタゴ兵5,000が戦死したとする。しかしティトゥス・リウィウスは「これは捏造かあるいは記録の誤りである」としている。歴史学的には、このような戦闘が発生した可能性はあるが、結果を結論はできない。アンティアスの記述とは逆にハンニバルがカエピオに勝利していたとしても、戦争の帰結に影響を与えるものではなかった。何れにせよ、カルタゴ軍はアフリカに戻らなければならなかった。
カエピオはブルティウムの都市を一つずつ攻略していった。戦争の転換点にあたり、セルウィリウス氏族出身の両執政官は、当時アフリカで戦っていたスキオピオの台頭を快く思わない人々を組織した。カエピオはさらに自身がカルタゴに侵攻することを決め、カルタゴ軍を追ってシキリアに渡海し、さらにアフリカに向かおうとしていた。しかし元老院はスキピオを支持した。特別に任命された独裁官プブリウス・スルピキウス・ガルバ・マクシムスがカエピオの海外遠征を中止させ、ローマに呼び戻した。
戦争が終結しても、カエピオはハンニバルに敵対していた。紀元前195年、カルタゴの反ハンニバル派が「ハンニバルがセレウコス朝のアンティオコス3世と同盟している」とローマに訴えた。カエピオはマルクス・クラウディウス・マルケッルス、クィントゥス・テレンティウス・クレオと共にカルタゴに派遣され、ハンニバルの引渡しを求めた。しかし、ハンニバルはローマ使節の来訪を知ると、カルタゴを脱出してシリアに向かったため、この使節は目的を達することができなかった。
紀元前192年、アンティオコスとの戦争（ローマ・シリア戦争）に先立ち、ローマはギリシアに「同盟の精神を維持する」ために使節団を派遣するが、カエピオもその一人に選ばれた。他にはティトゥス・クィンクティウス・フラミニヌスとプブリウス・ウィッリウス・タップルスが含まれていた。
紀元前174年、ローマには疾病が蔓延したが、カエピオもこの年に死去した。

## 参考資料

### 古代の資料
- カピトリヌスのファスティ
- ティトゥス・リウィウス『ローマ建国史』

### 研究書
- Broughton T. "Magistrates of the Roman Republic" - New York, 1951. - Vol. I. - P. 600.
- Geiger J. "The Last Servilii Caepiones of the Republic" // Ancient Society. - 1973. - No. IV . - P. 143-156 .**
- Münzer F. "Servilii Caepionis" // RE. - 1923. - T. II A, 2 . - P. 1775-1780 .
- Münzer F. "Servilius 44" // RE. - 1923. - T. II A, 2 . - P. 1780 .
- Bédian E. "Cepion and Norban (notes on the decade of 100-90 BC)" // Studia Historica. - 2010. - number X . - P. 162-207 .
- Korablev I. "Hannibal" - M .: Science, 1981. - 360 p.
- Lansel S. "Hannibal" - M .: Young Guard, 2002. - 368 p. - ISBN 5-235-02483-4 .
- Rodionov E. "Punic Wars" - St. Petersburg. : SPbGU, 2005. - 626 p. - ISBN 5-288-03650-0 .

| 公職                                                                             | 公職                                                        | 公職                                                                                 |
| -------------------------------------------------------------------------------- | ----------------------------------------------------------- | ------------------------------------------------------------------------------------ |
| 先代 マルクス・コルネリウス・ケテグス プブリウス・センプロニウス・トゥディタヌス | 執政官 同僚：ガイウス・セルウィリウス・ゲミヌス 紀元前203年 | 次代 ティベリウス・クラウディウス・ネロ マルクス・セルウィリウス・プレクス・ゲミヌス |